# Gerrhosaurus multilineatus
Gerrhosaurus multilineatus là một loài thằn lằn trong họ Gerrhosauridae. Loài này được Bocage mô tả khoa học đầu tiên năm 1866.